# Marian Jankiewicz
Marian Jankiewicz, Mark Jankiewicz (ur. 18 stycznia 1923 w Ostrowie Wielkopolskim, zm. 2 września 2019 w Londynie) – polski pilot 315 dywizjonu myśliwskiego Polskich Sił Powietrznych w Wielkiej Brytanii (nr służbowy: P704305).
W Polskich Siłach Powietrznych na Zachodzie zakończył służbę w stopniu sierżanta (ang. flight sergeant). W Royal Air Force awansował do stopnia kapitana (ang. flight lieutenant). W siłach powietrznych Zjednoczonych Emiratów Arabskich został awansowany do stopnia majora (ang. squadron leader).

## Życiorys

### Dzieciństwo i młodość
Dzieciństwo i wczesne lata edukacji spędził w Ostrowie Wielkopolskim. Ojciec Władysław Jankiewicz był prezesem Związku Hallerczyków w Ostrowie Wlkp. Matka Maria Jankiewicz, z domu Stragierowicz, umarła w 1938. Ukończył Szkołę Powszechną im. Ewarysta Estkowskiego, w 1935 podjął naukę w Gimnazjum Męskim, w 1936 przeniósł się do Korpusu Kadetów nr 3 w Rawiczu, w którym pobierał naukę do wybuchu II wojny światowej.

### II wojna światowa
Po klęsce Polski w kampanii wrześniowej podjął decyzję o przedostaniu się do Francji przez Rumunię. Jego rodzina została wysiedlona z rodzinnego Ostrowa. Uzyskał pomoc od zaprzyjaźnionej rodziny niemieckiej Fischerów. Jesienią 1939 został schwytany przez żołnierzy Armii Czerwonej podczas przeprawy przez San.

### Pobyt w ZSRR
Po aresztowaniu przebywał w różnych więzieniach śledczych (m.in. w Stanisławowie i Charkowie). Skazany na podstawie par. 58 kodeksu karnego ZSRR na 16 lat ciężkich robót. Został osadzony w łagrze w Kotłas w obwodzie archangielskim, z którego udało mu się zbiec po ponad roku niewoli. W trakcie ucieczki, jesienią 1941, spotkał grupę polskich więźniów, którzy po uwolnieniu zmierzali do tworzących się oddziałów Armii Andersa. Pod koniec 1941 wstąpił do oddziałów tworzącej się Armii Polskiej na Wschodzie. Następnie przez Persję (Pahlevi), Indie (Bombaj) oraz po opłynięciu Afryki dotarł do Wielkiej Brytanii.

### Służba w PSP w Wielkiej Brytanii
Latem 1943 rozpoczął szkolenie w Polskich Siłach Powietrznych w Wielkiej Brytanii w 25 Polskiej Szkole Pilotażu Początkowego (No. 25 Polish E.F.T.S.) w Hucknall. 31 sierpnia 1943 odbył swój pierwszy lot na samolocie de Havilland Tiger Moth (z instruktorem kpt. Kulczykiem). W listopadzie 1943 rozpoczął szkolenie na samolocie Miles Master III w 16 Polskiej Szkole Pilotażu Podstawowego (No. 16 Polish E.S.T.S.) w bazie w Newton. Po zakończeniu kursów – w czerwcu 1944 – skierowany do 639 dywizjonu RAF. Od października do grudnia 1944 odbywał kurs pilotażu w Polskiej Szkole Myśliwskiej (61 O.T.U.).
W grudniu 1944 otrzymał przydział do dywizjonu 315 i do maja 1945 odbył 17 lotów bojowych. Latał na samolotach North American P-51 Mustang III. Najważniejsze wykonane loty dotyczyły osłony wypraw bombowych (bombowce: Consolidated B-24 Liberator i Boeing B-17 Flying Fortress i inne) na takie miasta jak m.in. Świnoujście, Nordhausen, Augsburg, Brema, Bad Oldesloe oraz operacje typu Ramrod (niszczenie celów naziemnych). W związku z niewielką aktywnością Luftwaffe w tym okresie wojny nie zaliczył zestrzeleń.
Służbę w dywizjonie 315 zakończył 15 stycznia 1947.

### Kariera powojenna
Po rozwiązaniu PSP – mając wiedzę o metodach działania systemu stalinowskiego – podjął decyzję o pozostaniu w Wielkiej Brytanii i zgłosił się do służby w RAF (marzec 1947), gdzie służył w dywizjonach myśliwskich i bombowych. Był także pilotem doświadczalnym oraz pracował jako cywilny ferry pilot (loty techniczne i dostawcze). Służbę zakończył jako kapitan w czerwcu 1968. Od 1969 do grudnia 1987 służył jako pierwszy polski pilot wojskowy najpierw w Abu Zabi, następnie w siłach powietrznych Zjednoczonych Emiratów Arabskich.
W powietrzu spędził łącznie ponad 11,5 tys. godzin latając na ponad 70 różnych typach samolotów (maszyny myśliwskie, bombowe, szturmowe, rozpoznawcze, transportowe). Jako pilot wojskowy był nieprzerwanie aktywny od 1943 do 1987 – łącznie przez 44 lata. Zakończył karierę wojskową jako aktywny pilot w wieku 64 lat.

## Odznaczenia
- Krzyż Walecznych (1945) – przyznany za służbę w 315 Dywizjonie Myśliwskim w czasie wojny
- Medal Lotniczy (2-krotnie)[5]
- Odznaka Gold Caterpillar (przyznana za skok ze spadochronem Irvina po wypadku w trakcie akrobacji samolotem Gloster Meteor VII w dniu 2 kwietnia 1952)
- Medale: RAF oraz sił powietrznych Zjednoczonych Emiratów Arabskich

## Życie prywatne
Mieszkał wraz z żoną Joanną w Londynie (dzielnica Ealing). Miał trzech synów. Najstarszy syn Luke kontynuuje tradycje rodzinne i pracuje jako pilot w British Airways.
Został pochowany na Cmentarzu Wolvercote w Oksfordzie.